# María Camila Reyes
María Camila Reyes Calderón (* 11. Mai 2002 in Bogotá) ist eine kolumbianische Fußballspielerin.

## Karriere

### Vereine
Im Februar 2022 wechselte sie von Deportivo Cali zu Independiente Santa Fe.

### Nationalmannschaft
Nach Freundschaftsspielen mit der U17 bzw. einer U18-Auswahl, nahm sie mit dieser auch an der Weltmeisterschaft 2018 teil. Im nächsten Jahr erhielt sie am 9. November 2019 dann auch ihren ersten bekannten Einsatz für die kolumbianische A-Nationalmannschaft, bei welchem sie auch gleich in der Startelf stand und zur 54. Minute für Maireth Pérez ausgewechselt wurde.
Nach einem weiteren Einsatz wenige Tage später, kam sie im Folgejahr erst einmal nur für die U20 zum Einsatz, mit welcher sie an der Südamerikameisterschaft 2020 teilnahm. Danach folgten in den nächsten zwei Jahren wieder Freundschaftsspiele mit der A-Auswahl sowie im April 2022 dann auch noch einmal die Teilnahme an der U-20-Südamerikameisterschaft 2022. Durch den zweiten Platz hier qualifizierte sich ihr Team auch für die Weltmeisterschaft 2022, welche dann im August des Jahres folgte und sie auch mitteilnahm. Nach diesem Turnier kehrte sie in den Kader der A-Mannschaft zurück und saß bei einer Vielzahl von Freundschaftsspielen ohne Einsatz auf der Bank. Später gehörte sie dann auch dem Kader bei der Weltmeisterschaft 2023 an, kam hier jedoch ebenfalls nicht zum Einsatz.